# 會不會
《會不會》是由中國大陸歌手楊坤演唱的一首歌曲，於2011年10月13日發行。同時也是中國大陸的驚悚片《密室之不可靠岸》的主題曲和宣傳音樂視頻。电影《密室之不可靠岸》在中国内地2011年十月27日首映。
本歌曲由Roxanne Seeman、Fredrik Samsson和Tobias Forsberg作曲，崔恕填詞，並由張亞東製作。歌曲收录于杨坤专辑《真的很在乎》。